# Куровское (Свердловская область)

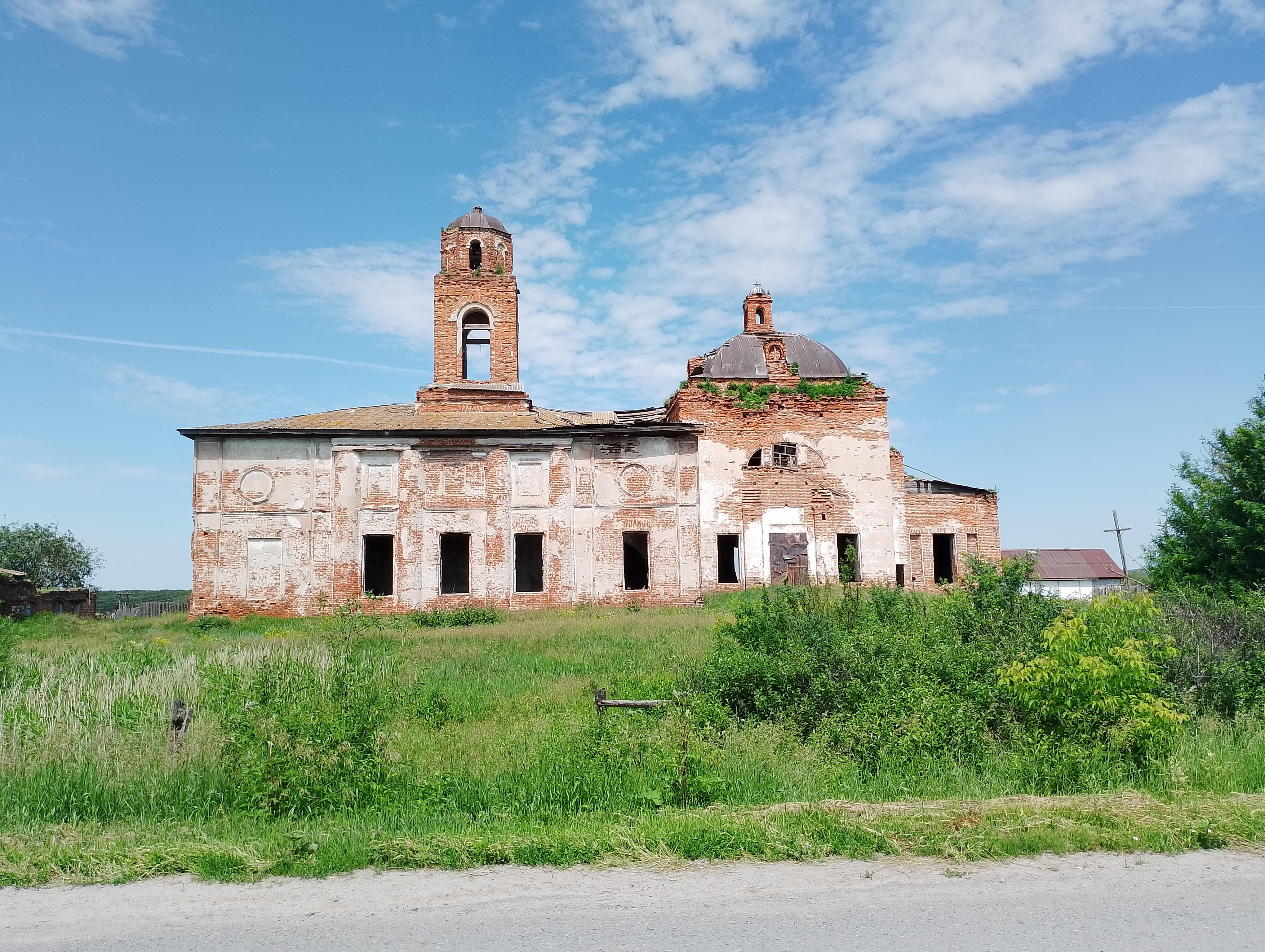

Куровское — село в Камышловском муниципальном районе Свердловской области, входит в состав Галкинского сельского поселения.

## География
Село Куровское расположено в 26 километрах к северо-северо-востоку от города Камышлова (по автомобильной дороге — в 34 километрах). Оно вытянуто по правому берегу реки Юрмач — левому притоку Пышмы, ниже по течению соседней деревни Першата, в местности сухой, здоровой, с почвою чернозёмной, местами суглинистой и песчаной.

## История
До 1770 года село Куровское было деревней прихода Юрмыцкого, что в 12 верстах; а с 1770 года деревня Куровская отделилась в самостоятельный приход, в состав которого вошли деревни: Крапивина в 1 версте, Луговая в 5 верстах, Портомойка в 7 версте, Большая и Малая Пульникова, Большая и Малая Квашнина; последния четыре деревни впоследствии выделились в самостоятельный приход Квашнинский.
В 1893 году в селе возникло земское народное училище. В 1896—1897 годах было построено каменное школьное здание, которое производилось Куровским церковно-приходским попечительством исключительно на средства прихожан и попечительства.
В начале XX века главным занятием жителей села было земледелие, а в зимнее время многие занимались распилкой леса и рубкой дров для приготовления угля.

## Николаевская церковь
18 Августа 1770 года с благословения преосвященного Варлаама, епископа Тобольского и Сибирского был заложен, а 9 мая 1772 года освящён деревянный храм во имя Святителя Николая Чудотворца. В 1799 году храм вследствие слабого грунта, с разрешения Тобольского епархиального начальства, перенесён на другое место, к 1838 году пришел в ветхость. А в 1838 году, по просьбе прихожан с благословения высокопреосвященного Аркадия архиепископа Пермского и Верхотурского, заложен среди села, вблизи ветхого, каменный, двухпрестольный храм. Тёплый храм был освящён, с благословения того же высокопреосвященного Аркадия, 14 Ноября 1840 года во имя святых мучеников Флора и Лавра, а холодный — в 1848 году во имя Святителя и Чудотворца Николая. В таком виде храм существовал до 1867 года. В 1867 году, в виду малопоместительности тёплого храма, приступили, по благословению высокопреосвященного Неофита, к расширению пристройкой двух приделов: северного и южного, каковые приделы, по благословению преосвященного Вассиана, епископа Пермского и Верхотурского, освящены — северный в 1882 году во имя святых мучеников Флора и Лавра, а южный — в 1883 году во имя Богоявления Господня. В 1896—1897 годах, с разрешения Екатеринбургского епархиального начальства, вокруг храма была возведена каменная с железными решетками ограда. В приходе были две часовни, одна из которых была на приходском кладбище каменная, построена в 1858 году крестьянином Феодулом Устьянцевым. В начале XX века причт в составе священника и псаломщика помещались в общественных домах. Церковь была закрыта в 1936 году.
В 1922 году из храма было изъято 6,5 килограмм серебра. В настоящий момент не восстанавливается, хотя сохранилось много фресок.

## Население
В 1900 году население села составляло 1468 мужчин и 1608 женщин, все были русские, крестьяне и православные.
| 2002 | 2010 | 2021 |
| ---- | ---- | ---- |
| 662  | ↘476 | ↘285 |